# Dr. Babasaheb Ambedkar International Airport
Dr. Babasaheb Ambedkar International Airport (engelska: Nagpur Airport, hindi: डॉ.बाबासाहब अंबेडकर अंतर्राष्ट्रीय विमानक्षेत्र, marathi: डॉ. बाबासाहेब आंबेडकर आंतरराष्ट्रीय विमानतळ, malayalam: ഡോ. ബാബസാഹിബ് അംബേദ്കർ അന്താരാഷ്ട്രവിമാനത്താവളം) är en flygplats i Indien.   Den ligger i distriktet Nagpur och delstaten Maharashtra, i den centrala delen av landet, 900 km söder om huvudstaden New Delhi. Dr. Babasaheb Ambedkar International Airport ligger 314 meter över havet.
Terrängen runt Dr. Babasaheb Ambedkar International Airport är platt. Runt Dr. Babasaheb Ambedkar International Airport är det tätbefolkat, med 947 invånare per kvadratkilometer. Närmaste större samhälle är Nagpur, 7,2 km nordost om Dr. Babasaheb Ambedkar International Airport. Trakten runt Dr. Babasaheb Ambedkar International Airport består till största delen av jordbruksmark.